# Кухня Экваториальной Гвинеи
Кухня Экваториальной Гвинеи представляет собой набор кулинарных традиций различных местных племен, на который также повлияли испанская кухня и кухни некоторых других африканских стран, например, Марокко.
В целом для кухни Экваториальной Гвинеи характерны экзотические сочетания ингредиентов и острые блюда с выраженным вкусом. В различных племенах и общинах рецепты могут отличаться, однако ингредиенты и методы их приготовления похожи. Так, основу рациона составляют супы и рагу. В качестве гарнира распространены рис, корнеплоды и бананы, вареные либо жареные. Благодаря тропическому климату у жителей страны есть возможность выращивать и употреблять в пищу множество овощей, фруктов и пряных трав. Однако в целом сельское хозяйство слабо развито, и многие страдают от недостатка еды. В то же время даже в небогатых семьях принято устраивать обильное угощение в честь праздников или особенных событий.
Прибрежное расположение страны и наличие в ее составе ряда островов способствует распространению рыболовства, и рыбные блюда очень популярны. Помимо собственно рыбы, жители едят много креветок, крабов и других морепродуктов. Одно из национальных блюд — перечный суп на основе рыбы с овощами.
Мясные блюда употребляют меньше, в основном из птицы и козлятины. Также в стране принято есть мясо диких животных, вплоть до таких экзотических, как крокодилы.
Пряности очень популярны и добавляются в большинство блюд. Несмотря на изобилие натуральных специй, распространенной практикой в местной кулинарии является использование бульонных кубиков.
Из испанской кухни заимствовано такое блюдо, как омлет, а также некоторые сладости, например, пончики.
Из напитков распространены соки тропических фруктов, вода с сахаром и лимоном, из алкоголя — пальмовое вино местного производства, а также импортные пиво и виноградное вино.